# Francisco Carvajal
Francisco Sebastián Carvajal y Gual (ur. 9 grudnia 1870 w Campeche zm. 20 września 1932 w mieście Meksyk) – meksykański polityk oraz prawnik. W lipcu 1914 roku objął urząd prezydenta Meksyku. Po miesiącu urzędowania Carvajal zrzekł się z urzędu na rzecz Venustiano Carranzy.
Francisco urodził się w Campeche w 1870 roku. Po ukończeniu studiów prawniczych objął on wiele znaczących urzędów administracyjnych w gabinecie Porfirio Díaza. W 1911 roku Diaz, wyznaczył Francisco na stanowisko głównego negocjatora traktatu pokojowego z przywódcą rebeliantów Francisco Madero. W 1913 roku po obaleniu rządów Madero przez Victoriano Huerte, Francisco objął funkcję przewodniczącego sądu najwyższego, a jego wpływy polityczne znacznie wzrosły. 10 lipca 1914 roku Huerta mianował Caravajalego ministrem spraw zagranicznych w jego rządzie. Po rezygnacji Huerty ze stanowiska prezydenta, Francisco Caravajal był pierwszą osobą do objęcia stanowiska prezydenta.
Po miesiącu urzędowania na fotelu prezydenta, Francisco zrzekł się pełnionej funkcji 13 sierpnia na rzecz Venustiano Carranzy, który objął urząd prezydencki 20 sierpnia 1914 roku.
Po utracie stanowiska Francisco wyjechał do USA, zamieszkał w Nowym Orleanie. W 1918 roku Francisco poznał i ożenił się z Louise Martin, z którą miał jedno dziecko. W 1922 roku, Francisco wrócił do Meksyku, gdzie w stolicy kraju założył kancelarię adwokacką.
Francisco Caravajal zmarł 20 września 1932 roku w mieście Meksyk w wieku 62 lat.